# پونتاک
پونتاک (به فرانسوی: Pontacq) یک کمون در فرانسه است. پونتاک ۲۸٫۸۵ کیلومتر مربع مساحت دارد ۳۵۸ متر بالاتر از سطح دریا واقع شده‌است.